# 요시다 아키라 (역사가)
요시다 아키라(일본어: 吉田 晶, 1925년 12월 1일~2013년 1월 15일)는 일본의 역사가이다. 오카야마 대학의 명예교수를 지냈으며, 주 연구 분야는 일본고대사이다.

## 생애
효고현 출신이다. 육군사관학교 59기생으로 입학했고 1949년 교토 대학 문학부를 졸업했다. 이후 고등학교 교사로 일했고 오사카 전기통신대학에서 교편을 잡았다. 1978년에는 오카야마 대학 법문학부(현재의 문학부) 교수로 취임했다. 1991년 3월까지 오카야마 대학에서 일했으며 퇴임 후 고시엔 대학 교수를 맡았다. 1986년 학위 논문 『일본 고대촌락사 서설』(日本古代村落史序説)로 오사카 대학에서 문학 박사 학위를 취득했다. 오카야마 대학 명예 교수를 지냈고 2013년 1월 15일 87세의 나이로 심부전으로 사망했다.

## 저서
- 『8・9세기의 시스이코(私出挙)에 대해』(八・九世紀における私出挙について), 요시카와 홍문관, 〈율령국가의 기초구조〉(律令国家の基礎構造), 1960년, 467-514쪽. doi : 10.11501/3006634 .
- 『일본 고대 사회구성사론』(日本古代社会構成史論), 하나와쇼보 , 1968년. ISBN  978-4-8273-1026-9 .
- 『일본 고대 국가성립사론 국조제를 중심으로』(日本古代国家成立史論 国造制を中心として), 도쿄 대학 출판회 , 1973년, 440페이지. ISBN 978-4-13-020035-6 .
- 『일본 고대촌락사 서설』(日本古代村落史序説), 하나와쇼보, 1980년, 304쪽. ISBN 978-4-8273-3585-9 .
- 『고대의 난파(교육사 역사 신서 일본사 37)』(古代の難波 (教育社歴史新書 日本史 37)), 뉴턴 프레스, 2000년, 272쪽. ISBN 978-4315401882 .  (1982년, 교우이쿠샤 초판 발행)
- 『현대와 고대사학』(現代と古代史学), 아제쿠라쇼보, 1984년, 261쪽. ISBN 978-4751716601 .
- 『요시비 고대사의 전개』(吉備古代史の展開), 하나와쇼보, 1995년, 346쪽. ISBN 978-4-8273-1108-2 .
- 『비미호의 시대』(卑弥呼の時代), 신일본 출판사(신일본신서 476), 1995년
- 『왜 왕권의 시대』(倭王権の時代), 신일본 출판사(신일본신서 490), 1998년
- 『칠지도의 수수께끼를 풀다』(七支刀の謎を解く), 신일본 출판사, 2001년
- 『고대 일본의 국가 형성』(古代日本の国家形成), 신일본 출판사, 2005년

## 참고 자료
吉田晶/大山喬平 (2011년 8월). “対談 吉田晶+ 大山喬平” (PDF). 神戸大学大学院人文学研究科地域連携センター年報. 2023년 4월 20일에 확인함.